# Kuurne-Bruxelas-Kuurne
A Kuurne-Bruxelas-Kuurne (oficialmente Kuurne-Brussels-Kuurne) é uma corrida de um dia profissional de ciclismo de estrada que se disputa na região de Flandres, em Bélgica. Celebra-se tradicionalmente no último domingo de fevereiro, e pertence, desde 2020, ao calendário UCI ProSeries dentro da categoria 1.pro.
Disputou-se pela primeira vez em 1945. Desde então, celebrou-se anualmente exceto em 1986, 1993 e 2013 devido ao mau tempo.
É a segunda corrida do "fim de semana de abertura" belga. Considera-lha a irmã pequena da Omloop Het Nieuwsblad. Normalmente os corredores que participam nela são os mesmos que na Omloop.
Com três triunfos (2007, 2009 e 2014), Tom Boonen é o corredor mais laureado da corrida.
Está organizado pelo Sporting Clube Kuurne.

## História
A Kuurne criou-se em 1945 pelo Sporting Clube Kuurne. Durante os primeiros anos, a corrida levou-se a cabo em junho mas em 1949 transladou-se ao mesmo fim de semana que Omloop Het Volk (atual Omloop Het Nieuwsblad) para criar mais aliciante à etapa prévia à Volta à Flandres.
Inicialmente a clássica organizou-se baixo o nome de Omloop van Kuurne mas a partir do ano 1947 passou a denominar-se Kuurne-Bruxelas-Kuurne, nome atual da prova.

## Palmarés
| Ano                                        | Vencedor                     | Segundo                | Terceiro                 |
| ------------------------------------------ | ---------------------------- | ---------------------- | ------------------------ |
| Omloop van Kuurne                          |                              |                        |                          |
| 1945                                       | Valère Ollivier              | Albert Ramon           | Albert Decin             |
| 1946                                       | Henri Delmuyle               | Arthur Mommerency      | Albert Paepe             |
| Kuurne-Brussels-Kuurne                     |                              |                        |                          |
| 1947                                       | André Pieters                | André Rosseel          | Omer Mommerency          |
| 1948                                       | Achiel Buysse                | André Pieters          | Roger Cnockaert          |
| 1949                                       | Albert Decin                 | Valère Ollivier        | Arthur Mommerency        |
| 1950                                       | Valère Ollivier              | Albert Decin           | André Declerck           |
| 1951                                       | André Declerck               | Maurice Blomme         | Albert Decin             |
| 1952                                       | André Maelbrancke            | Albert Lambert         | Basiel Wambeke           |
| 1953                                       | Léopold Degraeveleyn         | André Pieters          | René Mertens             |
| 1954                                       | Leon Vandaele                | René Oreel             | Boudewijn Devos          |
| 1955                                       | Jef Planckaert               | René Mertens           | Henri Denys              |
| 1956                                       | Henri Denys                  | Wim van Est            | Albéric Schotte          |
| 1957                                       | Jef Verhelst                 | Leon Vandaele          | Norbert Kerckhove        |
| 1958                                       | Gilbert Desmet               | Karel De Baere         | Marcel Rijckaert         |
| 1959                                       | Gentil Saelens               | Arthur Decabooter      | Maurice Meuleman         |
| 1960                                       | Jef Planckaert               | Francis Pipelin        | Henri De Wolf            |
| 1961                                       | Leon Vandaele Fred De Bruyne |                        | André Noyelle            |
| 1962                                       | Piet Rentmeester             | Robert De Middeleir    | Romain Van Wijnsberghe   |
| 1963                                       | Noël Foré                    | Leon Vandaele          | Willy Bocklant           |
| 1964                                       | Arthur Decabooter            | Tom Simpson            | Frans Melckenbeeck       |
| 1965                                       | Guido Reybrouck              | Vincent Denson         | Bernard Van De Kerckhove |
| 1966                                       | Gustaaf De Smet              | Robert De Middeleir    | Norbert Kerckhove        |
| 1967                                       | Daniel Van Ryckeghem         | Eric Demunster         | Walter Boucquet          |
| 1968                                       | Eric Leman                   | Daniel Van Ryckeghem   | Edward Sels              |
| 1969                                       | Freddy Decloedt              | Noël Vantyghem         | Emiel Lambrecht          |
| 1970                                       | Roger De Vlaeminck           | Eric Leman             | Daniel Van Ryckeghem     |
| 1971                                       | Roger De Vlaeminck           | Eric Leman             | Frans Verbeeck           |
| 1972                                       | Gustaaf Van Roosbroeck       | Noël Van Clooster      | Willy Planckaert         |
| 1973                                       | Walter Planckaert            | Freddy Maertens        | Tino Tabak               |
| 1974                                       | Wilfried Wesemael            | Eddy Verstraeten       | Cyrille Guimard          |
| 1975                                       | Frans Verhaegen              | Tino Tabak             | Freddy Maertens          |
| 1976                                       | Frans Verhaegen              | Franky De Gendt        | Hervé Vermereen          |
| 1977                                       | Patrick Sercu                | Walter Planckaert      | Dietrich Thurau          |
| 1978                                       | Patrick Lefevere             | Ludo Delcroix          | Walter Planckaert        |
| 1979                                       | Walter Planckaert            | Fons van Katwijk       | Jean-Luc Vandenbroucke   |
| 1980                                       | Jan Raas                     | Ludo Peeters           | Sean Kelly               |
| 1981                                       | Jos Jacobs                   | Jean-Luc Vandenbroucke | Hubert Linard            |
| 1982                                       | Gregor Braun                 | Eddy Planckaert        | Sean Kelly               |
| 1983                                       | Jan Raas                     | Sean Kelly             | Eddy Planckaert          |
| 1984                                       | Jos Lammertink               | Walter Planckaert      | Marc Dierickx            |
| 1985                                       | William Tackaert             | Marc Sergeant          | Gerrit Solleveld         |
| 1986 edição anulada por causa do mau tempo |                              |                        |                          |
| 1987                                       | Ludo Peeters                 | Johan Lammerts         | Dirk Demol               |
| 1988                                       | Hendrik Redant               | Noël Segers            | Jelle Nijdam             |
| 1989                                       | Edwig Van Hooydonck          | Mauro Gianetti         | Johan Devos              |
| 1990                                       | Hendrik Redant               | Jelle Nijdam           | Davis Phinney            |
| 1991                                       | Johnny Dauwe                 | Jean-Paul van Poppel   | Hendrik Redant           |
| 1992                                       | Olaf Ludwig                  | Christophe Capelle     | Johan Museeuw            |
| 1993 edição anulada por causa do mau tempo |                              |                        |                          |
| 1994                                       | Johan Museeuw                | Johan Capiot           | Olaf Ludwig              |
| 1995                                       | Frédéric Moncassin           | Hendrik Redant         | Andrea Peron             |
| 1996                                       | Rolf Sørensen                | Frédéric Moncassin     | Gianluca Pianegonda      |
| 1997                                       | Johan Museeuw                | Stéphane Barthe        | Bruno Boscardin          |
| 1998                                       | Andrei Tchmil                | Frank Vandenbroucke    | Emmanuel Magnien         |
| 1999                                       | Jo Planckaert                | Johan Museeuw          | Andrei Tchmil            |
| 2000                                       | Andrei Tchmil                | Geert Van Bondt        | Jaan Kirsipuu            |
| 2001                                       | Peter Van Petegem            | Hans De Clercq         | Jo Planckaert            |
| 2002                                       | Jaan Kirsipuu                | Serge Baguet           | Enrico Cassani           |
| 2003                                       | Roy Sentjens                 | Leif Hoste             | Volker Ordowski          |
| 2004                                       | Steven de Jongh              | Paolo Bettini          | Gerben Löwik             |
| 2005                                       | George Hincapie              | Kevin Van Impe         | Bert Roesems             |
| 2006                                       | Nick Nuyens                  | Leif Hoste             | Tom Boonen               |
| 2007                                       | Tom Boonen                   | Marcel Sieberg         | Iljo Keisse              |
| 2008                                       | Steven de Jongh              | Sebastian Langeveld    | Matthew Goss             |
| 2009                                       | Tom Boonen                   | Bernhard Eisel         | Jeremy Hunt              |
| 2010                                       | Bobbie Traksel               | Rick Flens             | Ian Stannard             |
| 2011                                       | Christopher Sutton           | Yauheni Hutarovich     | André Greipel            |
| 2012                                       | Mark Cavendish               | Yauheni Hutarovich     | Kenny van Hummel         |
| 2013 edição anulada por causa do mau tempo |                              |                        |                          |
| 2014                                       | Tom Boonen                   | Moreno Hofland         | Sep Vanmarcke            |
| 2015                                       | Mark Cavendish               | Alexander Kristoff     | Elia Viviani             |
| 2016                                       | Jasper Stuyven               | Alexander Kristoff     | Nacer Bouhanni           |
| 2017                                       | Peter Sagan                  | Jasper Stuyven         | Luke Rowe                |
| 2018                                       | Dylan Groenewegen            | Arnaud Démare          | Sonny Colbrelli          |
| 2019                                       | Bob Jungels                  | Owain Doull            | Niki Terpstra            |
| 2020                                       | Kasper Asgreen               | Giacomo Nizzolo        | Alexander Kristoff       |
| 2021                                       | Mads Pedersen                | Anthony Turgis         | Thomas Pidcock           |
| 2022                                       | Fabio Jakobsen               | Caleb Ewan             | Hugo Hofstetter          |
| 2023                                       | Tiesj Benoot                 | Nathan Van Hooydonck   | Matej Mohorič            |
| 2024                                       | Wout van Aert                | Tim Wellens            | Oier Lazkano             |
| 2025                                       | Jasper Philipsen             | Olav Kooij             | Hugo Hofstetter          |

Notas:

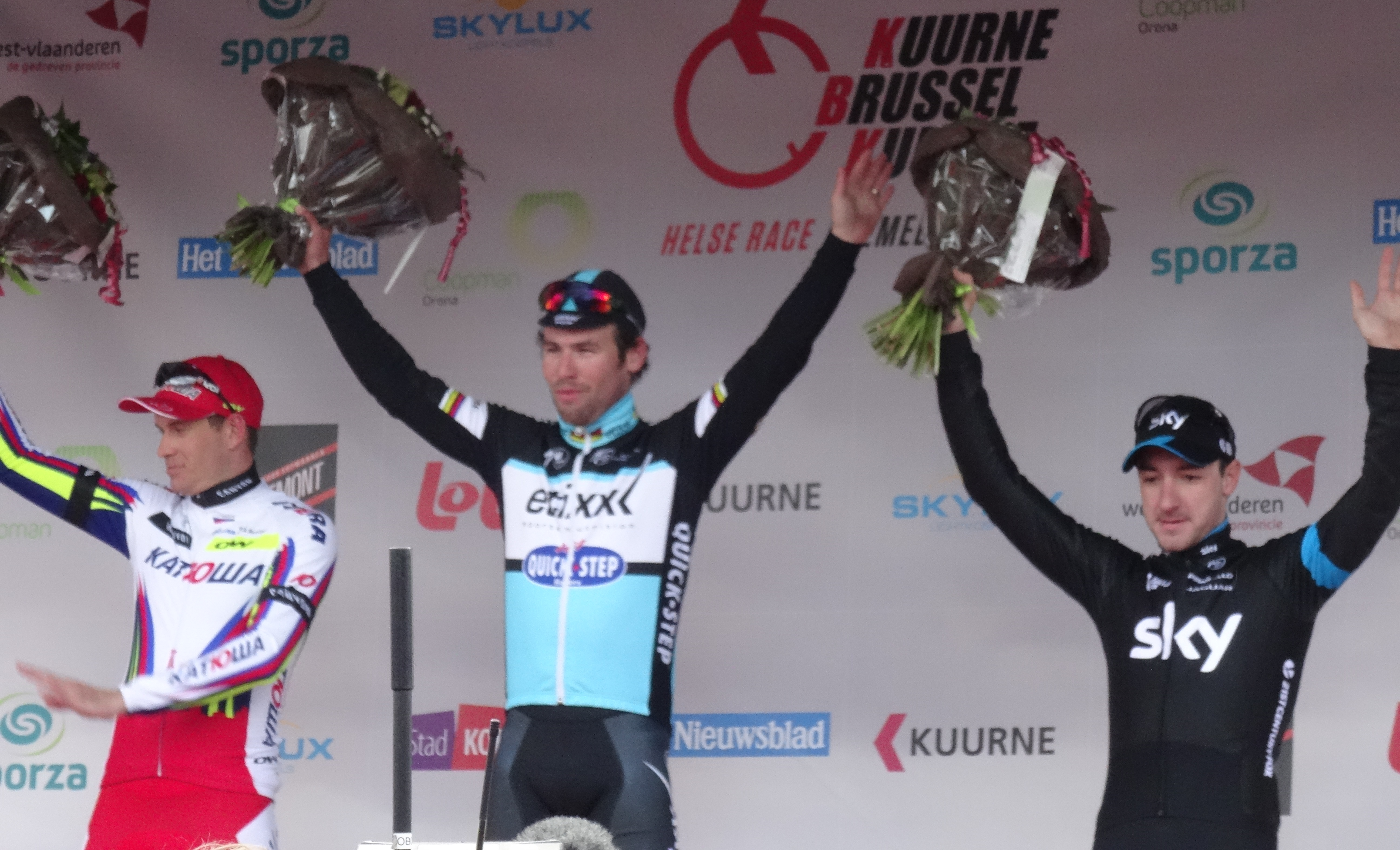
Podio da edição de 2015

- Na edição 1961, apresentou-se um empate no primeiro lugar entre os belgas Leon Van Daele e Fred De Bruyne.[9][10]
- Na edição 2005, George Hincapie foi inicialmente o ganhador da corrida, mas os resultados obtidos entre 31/5/2004 e 31/7/2006 foram anulados devido à sua confissão por dopagem no marco do caso contra o US Postal e o ciclista Lance Armstrong (Ver: George Hincapie-confissão por doping)

## Estatísticas

### Mais vitórias
| Ciclista           | Vitórias | Anos              |
| ------------------ | -------- | ----------------- |
| Tom Boonen         | 3        | 2007, 2009 e 2014 |
| Valère Ollivier    | 2        | 1945 e 1950       |
| Jef Planckaert     | 2        | 1955 e 1960       |
| Leon Van Daele     | 2        | 1954 e 1961       |
| Roger De Vlaeminck | 2        | 1970 e 1971       |
| Frans Verhaegen    | 2        | 1975 e 1976       |
| Walter Planckaert  | 2        | 1973 e 1979       |
| Jan Raas           | 2        | 1980 e 1983       |
| Hendrik Redant     | 2        | 1988 e 1990       |
| Johan Museeuw      | 2        | 1994 e 1997       |
| Andréi Chmil       | 2        | 1998 e 2000       |
| Steven de Jongh    | 2        | 2004 e 2008       |
| Mark Cavendish     | 2        | 2012 e 2015       |

### Vitórias consecutivas
- Duas vitórias seguidas:
  -  Roger De Vlaeminck (1970 e 1971)
  -  Frans Verhaegen (1975 e 1976)

Em negrito corredores ativos.

## Palmarés por países
Atualizado após edição de 2024
| País           | Vitórias | Último vencedor            |
| -------------- | -------- | -------------------------- |
| Bélgica        | 55       | Wout van Aert em 2024      |
| Países Baixos  | 10       | Fabio Jakobsen em 2022     |
| Dinamarca      | 3        | Mads Pedersen em 2021      |
| Alemanha       | 2        | Olaf Ludwig em 1992        |
| Reino Unido    | 2        | Mark Cavendish em 2015     |
| França         | 1        | Frédéric Moncassin em 1995 |
| Austrália      | 1        | Christopher Sutton em 2011 |
| Estados Unidos | 1        | George Hincapie em 2005    |
| Eslováquia     | 1        | Peter Sagan em 2017        |
| Estónia        | 1        | Jaan Kirsipuu em 2002      |
| Luxemburgo     | 1        | Bob Jungels em 2019        |

Em negrito corredores ativos.
1. ↑  Inclui o resultado de 1961
2. ↑  Edição 2005 declarada deserta por dopagem